# 香港中文大學（深圳）圖書館
香港中文大学（深圳）图书馆，创立于2014年，是香港中文大學（深圳）的图书馆系统，由大学图书馆（通称「新图书馆」）和黄宜弘梁凤仪伉俪图书馆（通称「旧图书馆」或「启动区图书馆」）两个馆舍组成。总建筑面积2.6万余平方米，共有座位3500余席。截至2024年3月，两个馆舍共计拥有纸本馆藏超18万册，电子图书超219万种，多媒体资料逾2200种，学术数据库达198个。

## 歷史
香港中文大学（深圳）启动校区于2012年10月动工，原址为百达厂房，2011年改造为大运文化园:209:237。建設項目共八栋建筑，投资概算2.4亿元，圖書館為其中之一:237。启动区图书馆由几栋舊廠房中平面較宽、层高較高的一栋改建而來。改建工程由深圳悉地国际设计公司负责:34。2013年12月，启动区校园基本完工:209。2014年启动区图书馆正式启用。2015年，港中大（深圳）聘请前上海科技大学图书馆馆长张甲担任该校图书馆首任馆长:25
2012年，深圳市规划和国土资源委员会与建筑工务署对香港中文大学（深圳）一期项目展开国际招标，最终由三家香港设计公司组成的联合体中标:42-43。一期项目于2014年9月开工，包含18座单体共39栋建筑，总投资概算20.39亿元，新图书馆为其中之一:251。图书馆由王维仁建筑设计研究室设计:121，2015年7月開工建設，2017年8月建成，並於同年12月開放。2024年3月，中国历史地理学家葛剑雄出任该图书馆第二任馆长。

## 館舍

### 黃宜弘梁鳳儀伉儷圖書館

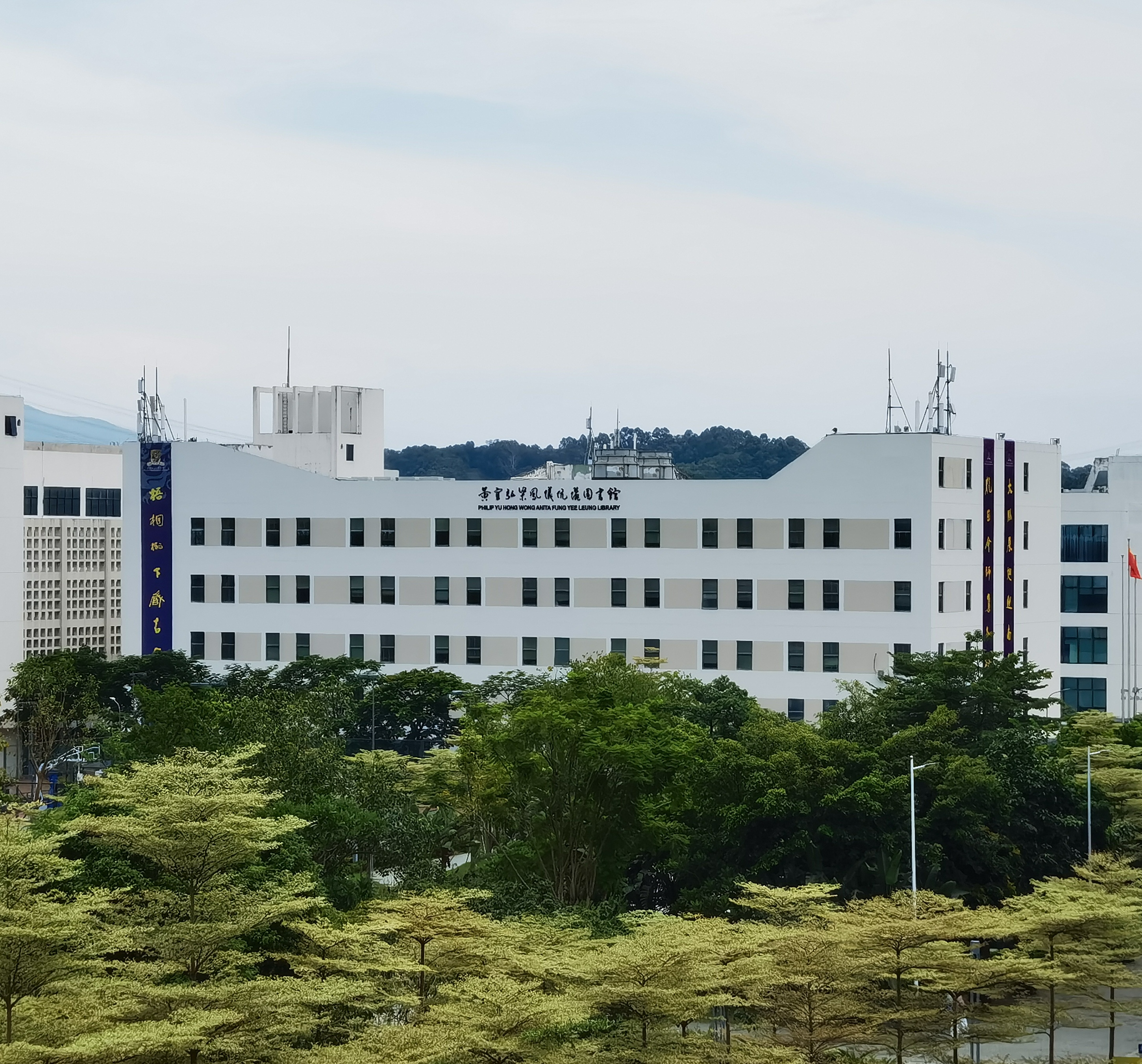
黄宜弘梁凤仪伉俪图书馆

黃宜弘梁鳳儀伉儷圖書館位於香港中文大學（深圳）啟動區知新楼东翼一、三、四楼，又稱啟動區圖書館，是港中大（深圳）的創校圖書館，2014年启用，建築面積4000平方米。2017年新圖書館启用後，也被校內師生稱為舊圖書館。該圖書館從一座廢棄工廠的廠房車間改建而來，由深圳悉地国际设计公司設計，王照明擔任主創設計師:34。改建前的建筑本是一个第一层很高、顶部封闭的厂房。为了将其改造成适合学生使用的图书馆，设计团队在建筑内部引入通高楼梯，拆除部分楼板，形成一个从二楼到五楼的自然采光漏斗，使底层形成公共空间，而上层作为相对安静私密的空间，同时实现节能环保的效果。另在立面挖窗，让自然光透入，形成漏斗状的采光窗。:34-35此外，一楼原有的部分外墙被拆除，形成嶺南建築中特有的骑楼效果:39。
因香港前立法會議員黃宜弘及其妻梁鳳儀多次向香港中文大學（深圳）捐款贈書，為表紀念，啟動區圖書館於2021年被命名為黃宜弘梁鳳儀伉儷圖書館。目前，该馆舍主要用作读者自习。

### 大學圖書館

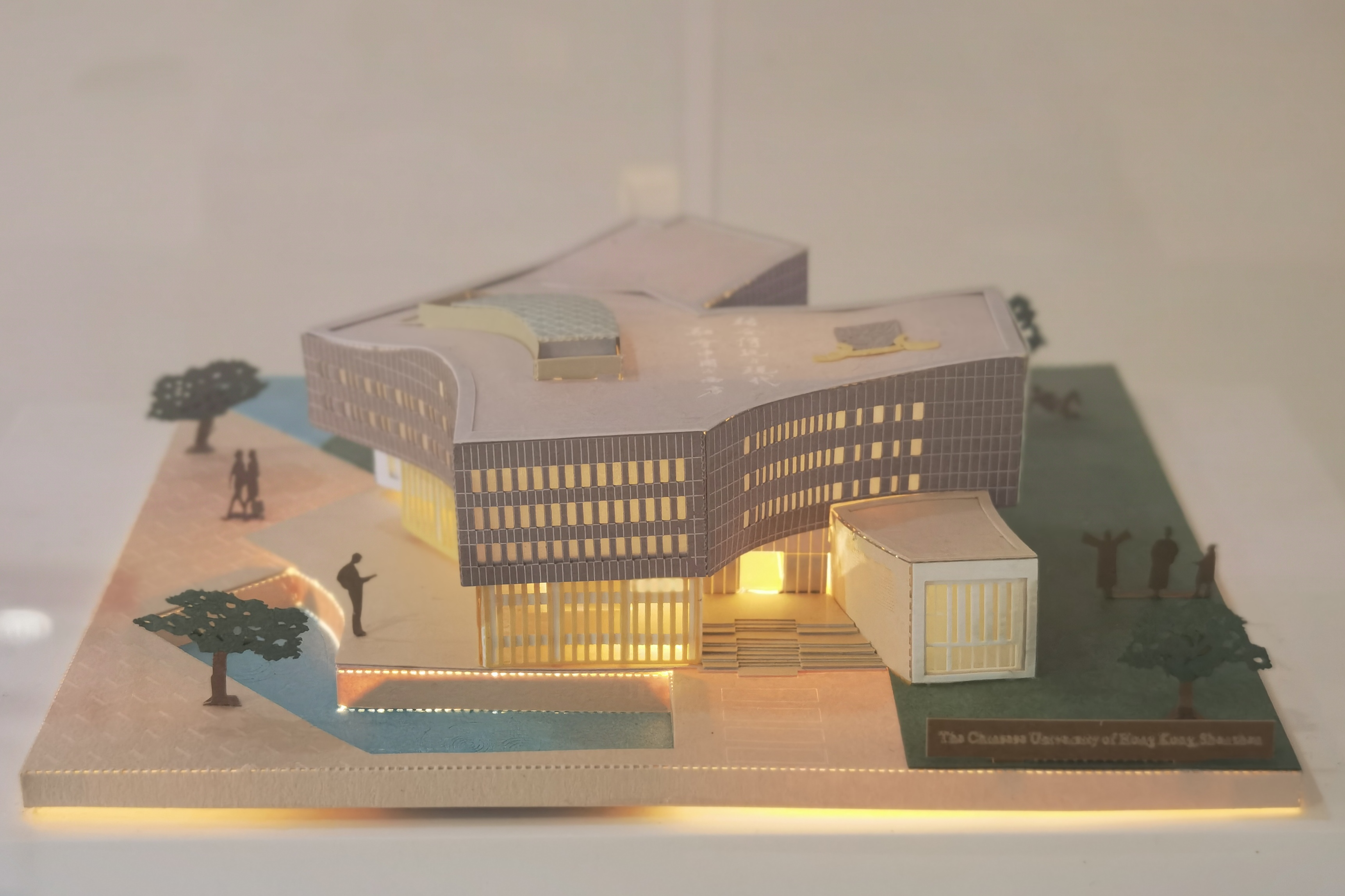
大学图书馆建筑模型

香港中文大學（深圳）大學圖書館（又稱新圖書館）是港中大（深圳）圖書館的主館，位於大學中央大道北侧，东临行政楼，西连学生中心，北依山体，建筑周边布有水塘。大學圖書館由香港大學建築系教授王維仁擔任主創建築師，王維仁建築設計研究室設計，於2015年7月開工建設，2017年8月建成，並於同年12月開放。目前，该馆为主要馆藏书报刊的所在地及大学图书馆开展相关活动讲座的主要场所。

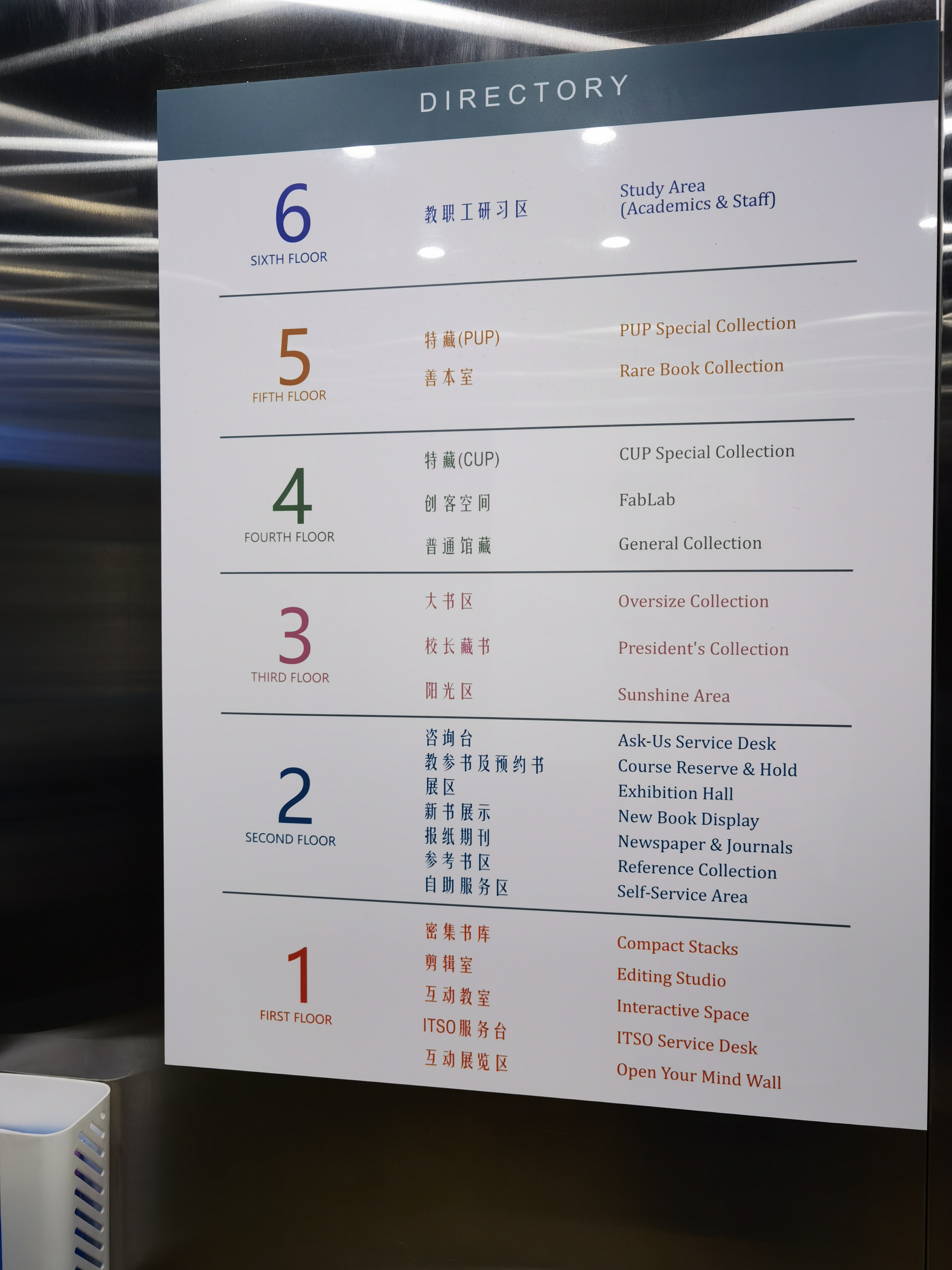
大学图书馆楼层导览

大學圖書館共六層，建築面積22,080平方米。建築融合了飞檐、天井、中庭等中國傳統設計元素。外觀造型參考了日本平等院鳳凰堂的曲面瓦顶形象与淨土宗的倒影水池，寓意「鳳凰展翅」，與香港中文大學的校徽相呼應:138。建築外立面通过不同角度的扭曲，使得整座圖書館內基本可以實現自然採光與通風效果。
整座圖書館由上下兩組交錯的C字型半圍合量體組成，每個量體包含三層樓面。一至三層面向校園中央大道，主要為以研習討論為主的彈性學習空間；四至六層則面向後山，為藏書、閱覽和研究為主的靜態空間。圖書館下層的外牆由嶺南建築特有的青磚砌成，架起上層由陶板、铝板等製成的量體:108。
室内设计上，大學圖書館打破了以馆藏为中心进行馆舍分割的空间格局，设有大量公共空间提供学术交流。通过多层挑高的巨型书架，图书馆以二层的大堂为空间中心，另在三至六层装有玻璃幕墙，使得室内光线更加通透。

## 館藏
截至2024年6月，香港中文大學（深圳）圖書館共计拥有纸本馆藏超18万册，电子图书超219万部，多媒体资料逾2200种，学术数据库达198个，检索和服务终端300余台。另外，亦订阅纸本期刊75种，报纸24种。

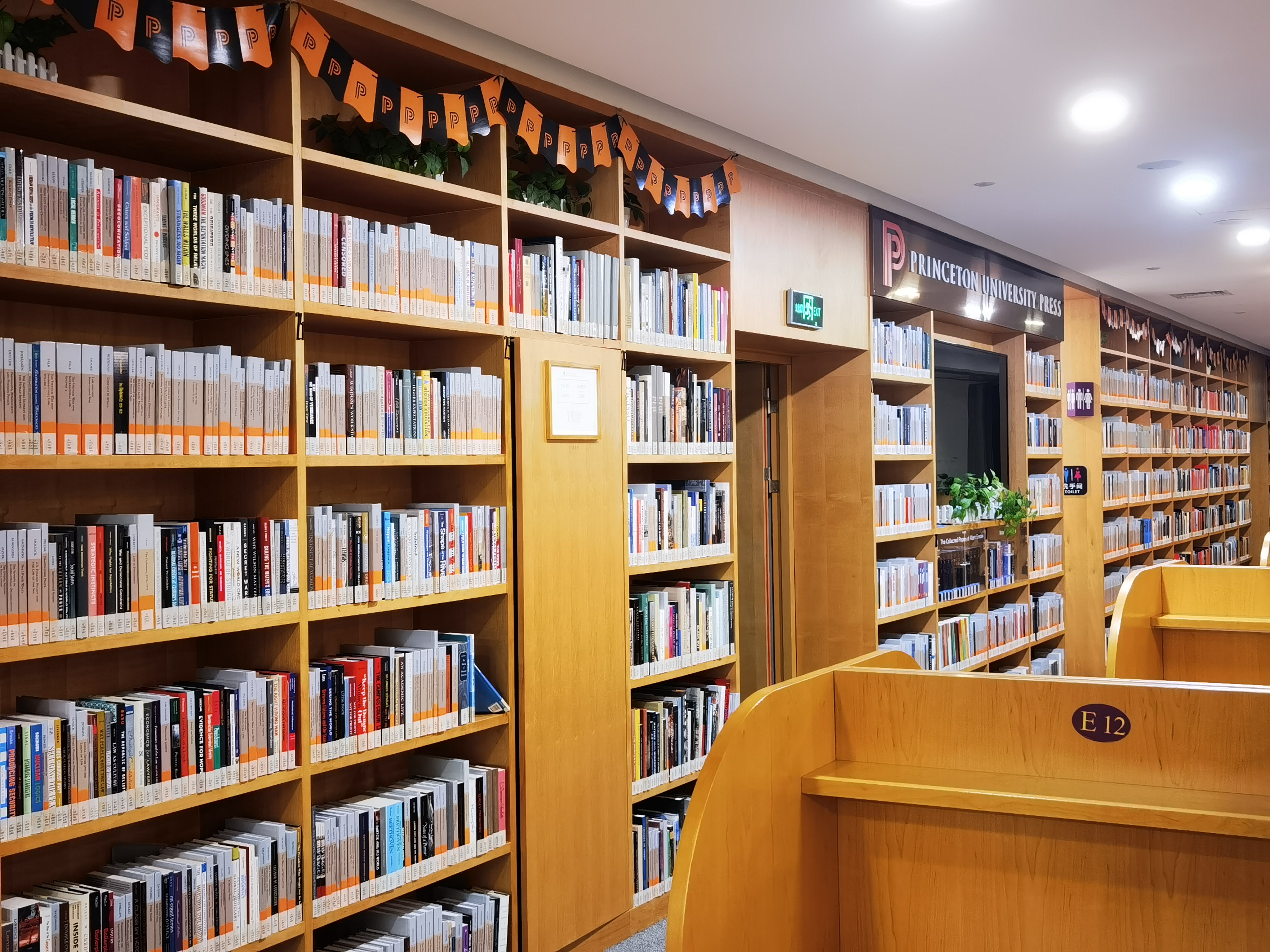
位於大學圖書館5樓的普林斯頓大學出版社藏書櫃

港中大（深圳）图书馆的纸本图书中，中文书9万余册，外文书8万余册，主要通过自行采购或来自捐赠。自建校之初至2018年，香港中文大學圖書館共捐赠了超过3万册纸本书籍，涵盖了中国古典文学、历史、考古学、美术、医学和经济学等多个领域，还包括各类工具书和参考书。此外，来自校内师生和社会人士的捐赠图书超过4万5千册，其中中文书约4万3千册，外文书约2千余册。

## 馆务

### 借阅服务
香港中文大学（深圳）图书馆的借阅服务仅限该校的学生、学者及教职员工。馆内配备了自助借还书机，读者可以自助借阅、续借、查询或归还书籍。图书馆还提供预约取书服务，读者可以通过该服务提前预约在架图书。
此外，作为中国高等教育文献保障体系（CALIS）、中国高校人文社会科学文献中心（CASHL）以及国家科技图书文献中心（NSTL）的成员馆，港中大（深圳）图书馆与数百家中国内地高校图书馆建立了文献传递的合作，并与深圳市其他图书馆组建了“深圳文献港”，实现深圳纸本资源的馆际互借。图书馆提供馆际互借和文献传递两项服务，前者主要针对从外馆获取实体书，后者则针对文章或电子资料传送。读者可以通过“深圳文献港”获取电子文献传递服务。

### 学习空间
截至2024年6月，香港中文大學（深圳）圖書館的兩個館舍合计拥有座位3500余个。此外，圖書館亦提供各類學習空間共80间，包括静音舱、剪辑室、个人研讨室、小组学习室、小型会议室、培训教室和互动教室等。

### 学科服务
香港中文大学（深圳）图书馆建立有学科馆员制度，与大学的专业设置相协调。学科服务馆员按学科分类，每个学院有对应专业背景的学科馆员，提供专业的学科咨询及建设服务，以满足学院的学科资源、教学和科研需求。截至2024年3月，图书馆已配备了人文社科学院、经管学院、理工学院和数据科学学院对应的学科联络馆员。

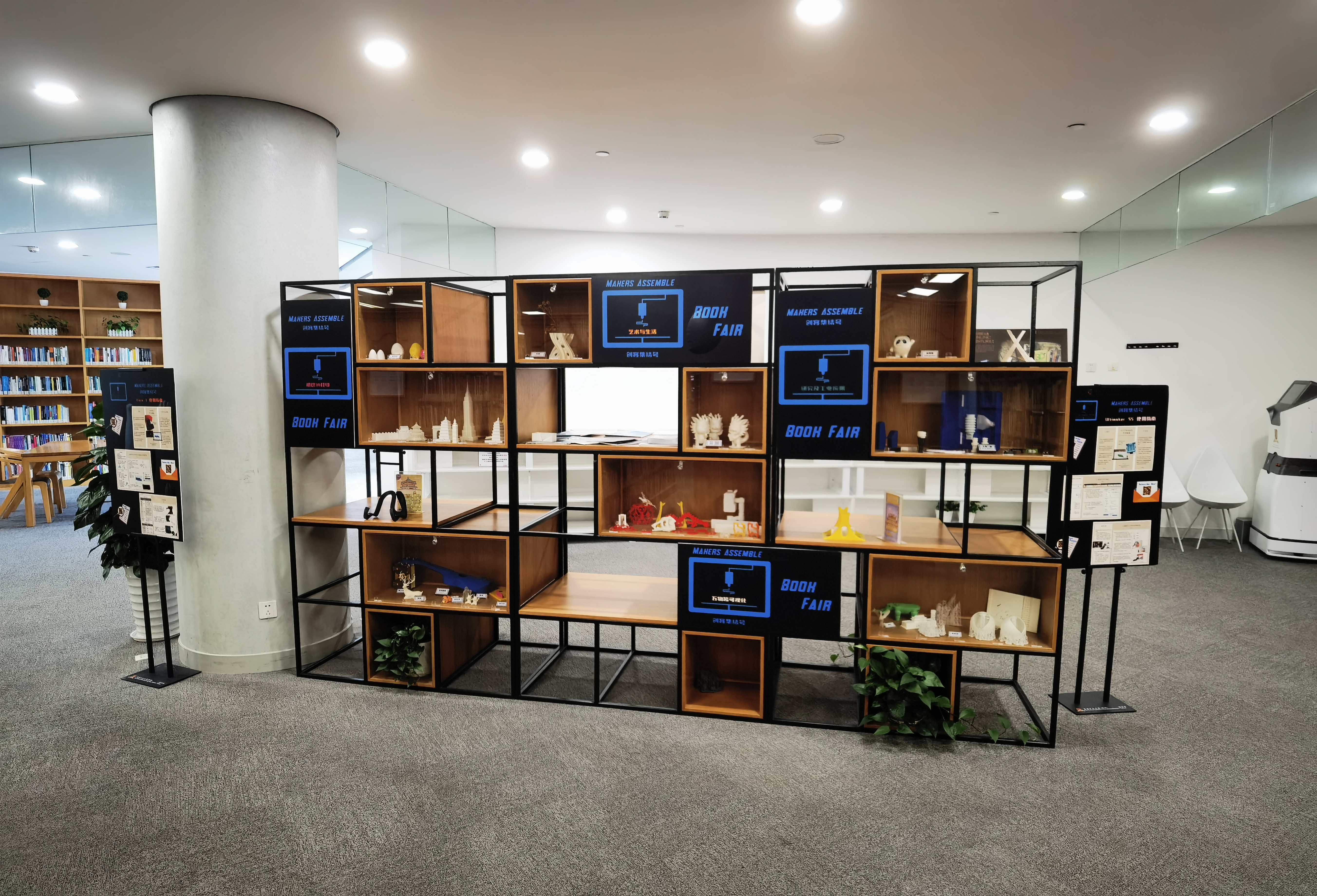
3D打印作品展览

### 3D打印服务
香港中文大学（深圳）图书馆于2020年成立Fablab创客空间，其中包括3D打印机、各种材料、3D扫描仪、设计软件和其他组装设备，供校内师生使用。Fablab也会组织相关教学、工作坊、企划等公共活动，致力于推广和普及3D建模及打印技术，并于2022年和2023年连续举办了两届“创客集结号活动”。

## 历任馆长
- 张甲（2015-2020）[2]:25[25]
- 葛剑雄 （2024-至今）[1]